# Гурахонц (комуна)
Гурахонц (рум. Gurahonț) — комуна у повіті Арад в Румунії. До складу комуни входять такі села (дані про населення за 2002 рік):
- Бонцешть (673 особи)
- Валя-Маре (104 особи)
- Гурахонц (2020 осіб) — адміністративний центр комуни
- Дулчеле (100 осіб)
- Зімбру (399 осіб)
- Йосаш (266 осіб)
- Мустешть (99 осіб)
- Пескарі (300 осіб)
- Феніш (173 особи)
- Хонцишор (372 особи)

Комуна розташована на відстані 357 км на північний захід від Бухареста, 79 км на схід від Арада, 111 км на південний захід від Клуж-Напоки, 102 км на північний схід від Тімішоари.

## Населення
За даними перепису населення 2002 року у комуні проживали 4506 осіб.
Національний склад населення комуни:
| Національність | Кількість осіб | Відсоток |
| -------------- | -------------- | -------- |
| румуни         | 4399           | 97,6%    |
| цигани         | 44             | 1,0%     |
| українці       | 40             | 0,9%     |
| угорці         | 15             | 0,3%     |
| німці          | 5              | 0,1%     |
| словаки        | 2              | < 0,1%   |
| болгари        | 1              | < 0,1%   |

Рідною мовою назвали:
| Мова       | Кількість осіб | Відсоток |
| ---------- | -------------- | -------- |
| румунська  | 4461           | 99,0%    |
| українська | 22             | 0,5%     |
| угорська   | 12             | 0,3%     |
| циганська  | 6              | 0,1%     |
| німецька   | 3              | 0,1%     |
| словацька  | 1              | < 0,1%   |
| польська   | 1              | < 0,1%   |

Склад населення комуни за віросповіданням:
| Релігія            | Кількість осіб | Відсоток |
| ------------------ | -------------- | -------- |
| православні        | 3516           | 78,0%    |
| п'ятдесятники      | 542            | 12,0%    |
| баптисти           | 391            | 8,7%     |
| римо-католики      | 36             | 0,8%     |
| не релігійні       | 7              | 0,2%     |
| реформати          | 5              | 0,1%     |
| греко-католики     | 2              | < 0,1%   |
| атеїсти            | 1              | < 0,1%   |
| не вказали релігію | 5              | 0,1%     |